# 奎利亚诺
奎利亚诺（義大利語：Quiliano），是意大利萨沃纳省的一个市镇。总面积49.46平方公里，人口7350人，人口密度148.6人/平方公里（2009年）。ISTAT代码为009052。